# Красавинская ГТ ТЭЦ
Красавинская ГТ ТЭЦ — парогазовая тепловая электростанция, расположенная в г. Красавино Вологодской области России. Основной источник энергоснабжения Красавино. Введена в эксплуатацию в 2010 году, заменила изношенную Красавинскую ТЭЦ. Собственник станции — Государственное энергетическое предприятие «Вологдаоблкоммунэнерго».

## Конструкция станции
Красавинская ГТ ТЭЦ представляет собой тепловую парогазовую электростанцию с комбинированной выработкой электроэнергии и тепла (ПГУ-ТЭЦ). Установленная мощность электростанции — 63,8 МВт, максимальная мощность — 67 МВт, тепловая мощность в горячей воде и паре — 57 Гкал/час. Основное топливо — природный газ, аварийное (только для паровых котлов) — дизельное топливо.
Основное генерирующее оборудование станции скомпоновано в один энергоблок. Оборудование включает в себя три газовые турбины TITAN T-130S с генераторами мощностью по 14,4 МВт, три паровых котла-утилизатора HRSG-Т130-V производительностью по 19,3 т/час, одну теплофикационную паровую турбину SST-300 с генератором мощностью 20,6 МВт. Также для обеспечения теплоснабжения в период пиковых нагрузок или при выходе из строя газотурбинных установок имеется два паровых котла ОКР-25 (один из них резервный) производительностью по 25 т/час. Котлы двухбарабанные, с естественной циркуляцией, с камерным сжиганием топлива и работающие под наддувом. Производитель газовых турбин — фирма Turbomach SA (Швейцария), паровой турбины — фирма Siemens (изготовлена в Чехии), котлов-утилизаторов — фирма Alstom (изготовлены в Чехии), паровых котлов — фирма Bresson (изготовлены в Чехии). Система охлаждения построена с использованием вентиляторной градирни.
С генераторов электроэнергия на напряжении 10,5 кВ передается на два трансформатора напряжением 110/10 кВ, с них — на открытое распределительное устройство напряжением 110 кВ (ОРУ-110 кВ). С распределительного устройства электроэнергия выдается в энергосистему с использованием смонтированного на ОРУ-110 кВ распределительного пункта (РП) Красавино по следующим линиям электропередачи:
- ВЛ 110 кВ РП Красавино — ПС Заовражье с отпайкой на ПС Приводино (2 цепи);
- ВЛ 110 кВ РП Красавино — ПС Великий Устюг (2 цепи).

Также для энергоснабжения местных потребителей производится выдача электроэнергии по ряду линий напряжением 6 кВ.

## Экономическое значение
Красавинская ГТ ТЭЦ заместила мощности изношенной Красавинской ТЭЦ. Станция обеспечивает снабжение теплом и электроэнергией промышленных потребителей и населения города Красавино, а также выдает электроэнергию в единую энергосистему, повышая надёжность энергоснабжения Великоустюгского энергоузла и позволяя снизить потери электроэнергии и мощности в сети 110 кВ. Основной объем вырабатываемой электроэнергии потребляется в северо-восточных районах Вологодской области и частично в Архангельской области.

## История строительства и эксплуатации
В сентябре 1957 года для обеспечения электроэнергией и теплом Красавино и Красавинского льнокомбината была введена в эксплуатацию Красавинская ТЭЦ мощностью 6 МВт. Несмотря на ряд модернизаций, к концу 1990-х годов оборудование станции полностью выработало свой ресурс, в марте 2007 года турбоагрегаты Красавинской ТЭЦ были выведены из эксплуатации, станция продолжила работу в режиме котельной. С целью замещения выбывающих мощностей устаревшей электростанции, 2 марта 2006 года был подписан контракт на проектирование и строительство новой Красавинской ГТ ТЭЦ с чешской компанией PSG-International. Финансирование строительства производилось за счёт кредита Чешского экспортного банка в объёме €74,3 млн. Церемония начала строительства прошла 24 ноября 2006 года, фактически работы на строительной площадке были начаты в сентябре 2007 года. Церемония открытия Красавинской ГТ ТЭЦ состоялась 15 декабря 2009 года, официально станция была введена в эксплуатацию в 2010 году, после чего Красавинская ТЭЦ была полностью выведена из эксплуатации. В декабре 2012 года было завершено строительство РП 110 кВ на распределительном устройстве Красавинской ГТ ТЭЦ, что позволило снять ограничения выдачи мощности станции в энергосистему. В 2012 году крупнейший потребитель электроэнергии и тепла станции, Красавинский льнокомбинат, был остановлен вследствие банкротства. В том же году ГЭП «Вологдаоблкоммунэнерго» прекратило платежи по основному телу кредита банку. В 2014 году ГЭП «Вологдаоблкоммунэнерго» подало заявление в суд о признании его банкротом, в 2015 году введено внешнее управление, в 2017 году — конкурсное управление. С 2015 года станция имеет статус вынужденного поставщика с повышенной платой за мощность.